# الکس نیکولز (بازیکن فوتبال)
الکس نیکولز (انگلیسی: Alex Nicholls؛ زادهٔ ۹ دسامبر ۱۹۸۷) بازیکن فوتبال اهل بریتانیا است.
از باشگاه‌هایی که در آن بازی کرده‌است می‌توان به باشگاه فوتبال اکستر سیتی، باشگاه فوتبال برتون آلبیون، باشگاه فوتبال نورث‌همپتون تاون، و باشگاه فوتبال والسال اشاره کرد.